# Copa de Alemania 2005-06
La Copa de Alemania 2005-06 fue la 63.ª edición del torneo de copa de fútbol más importante de Alemania organizada por la Asociación Alemana de Fútbol que se jugó del 9 de agosto de 2005 al 29 de abril de 2006 y contó con la participación de 64 equipos.
El campeón defensor FC Bayern de Múnich venció en la final al Eintracht Frankfurt para ganar su 13.ª copa y segunda de manera consecutiva.

## Resultados

### Primera ronda
| 19-8-2005               |     |                          |                 |
| Wuppertaler SV Borussia | 1-2 | TSV 1860 München         |                 |
| Rot-Weiß Oberhausen     | 1-2 | Eintracht Frankfurt      |                 |
| Holstein Kiel           | 0-2 | SpVgg Unterhaching       |                 |
| Rot-Weiss Essen         | 2-2 | FC Energie Cottbus       | (t.e.) (4-5 p)  |
| 1. FC Köln II           | 0-4 | Hannover 96              |                 |
| VfL Bochum II           | 2-3 | Erzgebirge Aue           |                 |
| 1. FSV Mainz 05 II      | 0-3 | Karlsruher SC            |                 |
| FC Rot-Weiß Erfurt      | 2-1 | LR Ahlen                 | (t.e.)          |
| 20-8-2005               |     |                          |                 |
| FC St. Pauli            | 3-2 | Wacker Burghausen        | (t.e.)          |
| Jahn Regensburg         | 1-3 | Alemannia Aachen         | (t.e.)          |
| FC Ingolstadt 04        | 1-1 | 1. FC Saarbrücken        | (t.e.) (4-5 p)  |
| Kickers Offenbach       | 3-1 | 1. FC Köln               |                 |
| Tennis Borussia Berlin  | 0-6 | VfL Bochum               |                 |
| Stuttgarter Kickers     | 1-5 | Hamburg SV               |                 |
| Eintracht Trier         | 0-3 | 1. FC Kaiserslautern     |                 |
| SC Paderborn 07         | 0-2 | VfL Wolfsburg            |                 |
| SG Wattenscheid 09      | 1-3 | SV Werder Bremen         |                 |
| FC Villingen            | 2-5 | Hansa Rostock            | (t.e.)          |
| FC Rot-Weiß Erfurt II   | 0-8 | Bayer Leverkusen         |                 |
| FC Bremerhaven 1899     | 0-3 | FC Schalke 04            |                 |
| TuS Koblenz             | 2-3 | Hertha BSC               | (t.e.)          |
| 21-8-2005               |     |                          |                 |
| FC Sachsen Leipzig      | 1-1 | Dynamo Dresden           | (t.e.) (3-5 p)  |
| TSG Hoffenheim          | 3-4 | VfB Stuttgart            | (t.e.)          |
| VfL Osnabrück           | 2-2 | SpVgg Greuther Fürth     | (t.e.) (10-9 p) |
| Sportfreunde Siegen     | 0-1 | SC Freiburg              |                 |
| 1. FC Eschborn          | 0-4 | 1. FC Nürnberg           |                 |
| FC Kutzhof              | 0-3 | Borussia Mönchengladbach |                 |
| VfL Wolfsburg II        | 0-1 | MSV Duisburg             |                 |
| MSV Neuruppin           | 0-4 | FC Bayern München        |                 |
| FC Hansa Rostock II     | 0-3 | 1. FSV Mainz 05          |                 |
| Preußen Magdeburg       | 0-3 | Arminia Bielefeld        |                 |
| 22-8-2005               |     |                          |                 |
| Eintracht Braunschweig  | 2-1 | Borussia Dortmund        |                 |

### Segunda ronda
| 25-10-2005          |     |                          |                |
| FC St. Pauli        | 4-0 | VfL Bochum               |                |
| FC Rot-Weiß Erfurt  | 2-4 | 1. FC Kaiserslautern     |                |
| SpVgg Unterhaching  | 2-1 | 1. FC Saarbrücken        | (t.e.)         |
| SV Werder Bremen    | 2-2 | VfL Wolfsburg            | (t.e.) (5-4 p) |
| Eintracht Frankfurt | 6-0 | FC Schalke 04            |                |
| 1. FC Nürnberg      | 3-0 | Dynamo Dresden           |                |
| Alemannia Aachen    | 1-2 | Hannover 96              |                |
| SC Freiburg         | 4-1 | Eintracht Braunschweig   |                |
| 26-10-2005          |     |                          |                |
| VfL Osnabrück       | 2-2 | 1. FSV Mainz 05          | (t.e.) (2-4 p) |
| Hamburg SV          | 3-2 | Bayer Leverkusen         |                |
| TSV 1860 München    | 3-2 | MSV Duisburg             |                |
| Arminia Bielefeld   | 2-1 | FC Energie Cottbus       |                |
| Hansa Rostock       | 3-2 | VfB Stuttgart            |                |
| Kickers Offenbach   | 2-1 | Karlsruher SC            |                |
| Hertha BSC Berlin   | 3-0 | Borussia Mönchengladbach |                |
| Erzgebirge Aue      | 0-1 | FC Bayern München        |                |

### Tercera ronda
| 20 de diciembre de 2005 | Arminia Bielefeld       | 2 – 0   | SpVgg Unterhaching | Schüco-Arena, Bielefeld                                         |                                                                 |
|                         | Borges 7' · Đalović 25' | Reporte |                    | Asistencia: 11 700 espectadores Árbitro(s): Christian Schößling | Asistencia: 11 700 espectadores Árbitro(s): Christian Schößling |

| 20 de diciembre de 2005 | SC Freiburg | 1 – 3 (t. s.) | 1860 Munich                          | Badenova-Stadion, Freiburg                                  |                                                             |
|                         | Sanou 77'   | Reporte       | Shao 90' · Agostino 96' · Meyer 105' | Asistencia: 10 000 espectadores Árbitro(s): Peter Gagelmann | Asistencia: 10 000 espectadores Árbitro(s): Peter Gagelmann |

| 20 de diciembre de 2005 | 1. FC Kaiserslautern                                      | 1 – 1 (t. s.)(3 – 4 p.)    | Mainz 05                                              | Fritz-Walter-Stadion, Kaiserslautern                       |                                                            |
|                         | Engelhardt 29'                                            | Reporte                    | Da Silva 62'                                          | Asistencia: 35 000 espectadores Árbitro(s): Michael Weiner | Asistencia: 35 000 espectadores Árbitro(s): Michael Weiner |
|                         |                                                           | Tiros desde el punto penal |                                                       |                                                            |                                                            |
|                         | Blank · Hertzsch · Zandi · Altıntop · Engelhardt · Halfar |                            | Babatz · Demirtas · Da Silva · Gerber · Zidan · Ruman |                                                            |                                                            |

| 21 de diciembre de 2005 | Eintracht Frankfurt              | 1 – 1 (t. s.)(4 – 1 p.)    | 1. FC Nürnberg            | Commerzbank-Arena, Frankfurt am Main                       |                                                            |
|                         | Copado 35' (pen.)                | Reporte                    | Kießling 43'              | Asistencia: 39 000 espectadores Árbitro(s): Herbert Fandel | Asistencia: 39 000 espectadores Árbitro(s): Herbert Fandel |
|                         |                                  | Tiros desde el punto penal |                           |                                                            |                                                            |
|                         | Köhler · Copado · Preuß · Huggel |                            | Pinola · Saenko · Banović |                                                            |                                                            |

| 21 de diciembre de 2005 | Hannover 96      | 1 – 4   | Werder Bremen                                                  | AWD-Arena, Hannover                                     |                                                         |
|                         | Sousa 85' (pen.) | Reporte | Naldo 71' · Frings 83' (pen.) · Balitsch 89' (a.g.) · Hunt 90' | Asistencia: 49 900 espectadores Árbitro(s): Markus Merk | Asistencia: 49 900 espectadores Árbitro(s): Markus Merk |

| 21 de diciembre de 2005 | FC St. Pauli                                | 4 – 3 (t. s.) | Hertha BSC                                                   | Millerntorstadion, Hamburg                               |                                                          |
|                         | Mazingu-Dinzey 45' · Luz 86' · Lechner 104' | Reporte       | Pantelić 8' · Gilberto 40' · Marcelinho 100' · Palikuća 109' | Asistencia: 19 800 espectadores Árbitro(s): Knut Kircher | Asistencia: 19 800 espectadores Árbitro(s): Knut Kircher |

| 21 de diciembre de 2005 | Hansa Rostock                                      | 1 – 1 (t. s.)(3 – 4 p.)    | Kickers Offenbach                             | Ostseestadion, Rostock                                   |                                                          |
|                         | Schied 90'                                         | Reporte                    | Türker 23'                                    | Asistencia: 17 000 espectadores Árbitro(s): Manuel Gräfe | Asistencia: 17 000 espectadores Árbitro(s): Manuel Gräfe |
|                         |                                                    | Tiros desde el punto penal |                                               |                                                          |                                                          |
|                         | Hansen · Bülow · Madsen · Rydlewicz · Shapourzadeh |                            | Judt · Mokhtari · Wandeir · Sieger · Yıldırım |                                                          |                                                          |

| 21 de diciembre de 2005 | Bayern Munich   | 1 – 0 (t. s.) | Hamburger SV | Allianz Arena, Munich                                         |                                                               |
|                         | Hargreaves 113' | Reporte       |              | Asistencia: 66 000 espectadores Árbitro(s): Thorsten Kinhöfer | Asistencia: 66 000 espectadores Árbitro(s): Thorsten Kinhöfer |

### Cuartos de final
| 24 de enero de 2006 | Bayern Munich                   | 3 – 2 (t. s.) | Mainz 05                      | Allianz Arena, Munich                                     |                                                           |
|                     | Pizarro 81' 115' · Guerrero 94' | Reporte       | Zidan 21' (pen.) · Ruman 106' | Asistencia: 53 000 espectadores Árbitro(s): Florian Meyer | Asistencia: 53 000 espectadores Árbitro(s): Florian Meyer |

| 25 de enero de 2006 | Arminia Bielefeld                          | 1 – 1 (t. s.)(4 – 2 p.)    | Kickers Offenbach              | Schüco-Arena, Bielefeld                                  |                                                          |
|                     | Boakye 28'                                 | Reporte                    | Judt 27' (pen.)                | Asistencia: 17 600 espectadores Árbitro(s): Peter Sippel | Asistencia: 17 600 espectadores Árbitro(s): Peter Sippel |
|                     |                                            | Tiros desde el punto penal |                                |                                                          |                                                          |
|                     | Westermann · Kobylík · Boakye · Masmanidis |                            | Judt · Diabang · Rehm · Sieger |                                                          |                                                          |

| 25 de enero de 2006 | 1860 Munich   | 1 – 3   | Eintracht Frankfurt                     | Allianz Arena, Munich                                         |                                                               |
|                     | Reisinger 11' | Reporte | Copado 21' · Amanatidis 77' · Meier 90' | Asistencia: 24 000 espectadores Árbitro(s): Thorsten Kinhöfer | Asistencia: 24 000 espectadores Árbitro(s): Thorsten Kinhöfer |

| 25 de enero de 2006 | FC St. Pauli                                | 3 – 1   | Werder Bremen | Millerntor-Stadion, Hamburg                             |                                                         |
|                     | Mazingu-Dinzey 10' · Boll 59' · Schultz 65' | Reporte | Micoud 27'    | Asistencia: 19 800 espectadores Árbitro(s): Felix Brych | Asistencia: 19 800 espectadores Árbitro(s): Felix Brych |

### Semifinales
| 11 de abril de 2006 | Eintracht Frankfurt | 1 – 0   | Arminia Bielefeld | Commerzbank-Arena, Frankfurt am Main                    |                                                         |
|                     | Amanatidis 16'      | Reporte |                   | Asistencia: 50 000 espectadores Árbitro(s): Markus Merk | Asistencia: 50 000 espectadores Árbitro(s): Markus Merk |

| 12 de abril de 2006 | FC St. Pauli | 0 – 3   | Bayern Munich                    | Millerntor-Stadion, Hamburg                              |                                                          |
|                     |              | Reporte | Hargreaves 15' · Pizarro 84' 89' | Asistencia: 19 400 espectadores Árbitro(s): Knut Kircher | Asistencia: 19 400 espectadores Árbitro(s): Knut Kircher |

### Final
| 29 de abril de 2006 | Eintracht Frankfurt | 0–1     | Bayern Munich | Olympiastadion, Berlin                                     |                                                            |
|                     |                     | Reporte | Pizarro 59'   | Asistencia: 74 349 espectadores Árbitro(s): Herbert Fandel | Asistencia: 74 349 espectadores Árbitro(s): Herbert Fandel |

| 1          | Guardameta     | Oka Nikolov        |     |
| 33         | Defensa        | Marko Rehmer       | 34' |
| 23         | Defensa        | Marco Russ         |     |
| 5          | Defensa        | Aleksandar Vasoski |     |
| 2          | Defensa        | Patrick Ochs       |     |
| 16         | Defensa        | Christoph Spycher  |     |
| 30         | Centrocampista | Benjamin Huggel    |     |
| 8          | Centrocampista | Stefan Lexa        | 72' |
| 14         | Centrocampista | Alexander Meier    |     |
| 7          | Centrocampista | Benjamin Köhler    |     |
| 18         | Delantero      | Ioannis Amanatidis |     |
| Entrenador | Entrenador     | Friedhelm Funkel   |     |

| 1          | Guardameta     | Oliver Kahn        |       |
| 2          | Defensa        | Willy Sagnol       |       |
| 3          | Defensa        | Lúcio              |       |
| 25         | Defensa        | Valérien Ismaël    |       |
| 21         | Defensa        | Philipp Lahm       |       |
| 6          | Centrocampista | Martín Demichelis  |       |
| 20         | Centrocampista | Hasan Salihamidžić | 46'   |
| 13         | Centrocampista | Michael Ballack    |       |
| 23         | Centrocampista | Owen Hargreaves    | 81'   |
| 10         | Delantero      | Roy Makaay         | 90+1' |
| 14         | Delantero      | Claudio Pizarro    |       |
| Entrenador | Entrenador     | Felix Magath       |       |

| 17 | Centrocampista | Daniyel Cimen        | 34' | 82' |
| 20 | Delantero      | Francisco Copado     | 72' |     |
| 10 | Centrocampista | Markus Weissenberger | 82' |     |

| 11 | Centrocampista | Zé Roberto    | 46'   |
| 16 | Centrocampista | Jens Jeremies | 81'   |
| 7  | Centrocampista | Mehmet Scholl | 90+1' |

| Anotado | 59' | Claudio Pizarro | 0-1 |

| Amonestado | 40' | Aleksandar Vasoski |

| Amonestado | 18' | Michael Ballack |
| Amonestado | 77' | Philipp Lahm    |
| Amonestado | 86' | Willy Sagnol    |

| Expulsado | 66' | Friedhelm Funkel |

|  |

| Árbitro             | Herbert Fandel |
| Árbitros asistentes | Mike Pickel    |
| Árbitros asistentes | Volker Wezel   |
| Cuarto Árbitro      | Jochen Dress   |

| 1          | Guardameta     | Oka Nikolov        |     |
| 33         | Defensa        | Marko Rehmer       | 34' |
| 23         | Defensa        | Marco Russ         |     |
| 5          | Defensa        | Aleksandar Vasoski |     |
| 2          | Defensa        | Patrick Ochs       |     |
| 16         | Defensa        | Christoph Spycher  |     |
| 30         | Centrocampista | Benjamin Huggel    |     |
| 8          | Centrocampista | Stefan Lexa        | 72' |
| 14         | Centrocampista | Alexander Meier    |     |
| 7          | Centrocampista | Benjamin Köhler    |     |
| 18         | Delantero      | Ioannis Amanatidis |     |
| Entrenador | Entrenador     | Friedhelm Funkel   |     |

| 1          | Guardameta     | Oliver Kahn        |       |
| 2          | Defensa        | Willy Sagnol       |       |
| 3          | Defensa        | Lúcio              |       |
| 25         | Defensa        | Valérien Ismaël    |       |
| 21         | Defensa        | Philipp Lahm       |       |
| 6          | Centrocampista | Martín Demichelis  |       |
| 20         | Centrocampista | Hasan Salihamidžić | 46'   |
| 13         | Centrocampista | Michael Ballack    |       |
| 23         | Centrocampista | Owen Hargreaves    | 81'   |
| 10         | Delantero      | Roy Makaay         | 90+1' |
| 14         | Delantero      | Claudio Pizarro    |       |
| Entrenador | Entrenador     | Felix Magath       |       |

| 17 | Centrocampista | Daniyel Cimen        | 34' | 82' |
| 20 | Delantero      | Francisco Copado     | 72' |     |
| 10 | Centrocampista | Markus Weissenberger | 82' |     |

| 11 | Centrocampista | Zé Roberto    | 46'   |
| 16 | Centrocampista | Jens Jeremies | 81'   |
| 7  | Centrocampista | Mehmet Scholl | 90+1' |

| Anotado | 59' | Claudio Pizarro | 0-1 |

| Amonestado | 40' | Aleksandar Vasoski |

| Amonestado | 18' | Michael Ballack |
| Amonestado | 77' | Philipp Lahm    |
| Amonestado | 86' | Willy Sagnol    |

| Expulsado | 66' | Friedhelm Funkel |

|  |

| Árbitro             | Herbert Fandel |
| Árbitros asistentes | Mike Pickel    |
| Árbitros asistentes | Volker Wezel   |
| Cuarto Árbitro      | Jochen Dress   |

| DFB Pokal Trophy                  |
|                                   |
| Bayern Múnich Campeón 13.° título |